# Álvaro Pino Couñago
Álvaro Pino Couñago   (Ponteareas, 17 d'agost de 1956) és un ciclista espanyol retirat, professional entre els anys 1981 i 1991. Aficionat a la mecànica, Álvaro Pino es va iniciar en el món del ciclisme gràcies a una bicicleta que li van regalar. La seva especialitat van ser les etapes de muntanya. En el Tour de França, la millor posició en què va acabar va ser la de vuitè, que va aconseguir en els anys 1986 i 1988. També va ser setzè el 1989 i dinovè el 1985. Va guanyar la Volta Ciclista a Espanya el 1986 amb l'equip BH. També va ser quart el 1983. Després de retirar-se del ciclisme professional, va continuar vinculat al món de la bicicleta, com a director esportiu dels equips Kelme, Phonak i Karpin-Galicia.

## Palmarès
- 1981
  - Vencedor d'una etapa a la Volta a Espanya
- 1982
  - 1r a la Pujada al Naranco
  - Vencedor d'una etapa a la Setmana Catalana
- 1986
  -  1r a la Volta a Espanya i vencedor d'una etapa
- 1987
  -  1r a la Volta a Catalunya i vencedor de 2 etapes
  - 1r a l'Escalada a Montjuïc
- 1988
  - Vencedor de 2 etapes a la Volta a Espanya. 1r del Gran Premi de la Muntanya
  - Vencedor d'una etapa a la Volta a Galícia
- 1989
  - 1r a la Clàssica de Sabiñánigo
  - Vencedor d'una etapa a la Volta a Espanya

### Resultats a la Volta a Espanya
- 1981. 22è de la classificació general. Vencedor d'una etapa
- 1982. 10è de la classificació general
- 1983. 4t de la classificació general
- 1985. 8è de la classificació general
- 1986. 1r de la classificació general. Vencedor d'una etapa
- 1988. 8è de la classificació general. Vencedor de 2 etapes. 1r del Gran Premi de la Muntanya
- 1989. 5è de la classificació general. Vencedor d'una etapa

### Resultats al Tour de França
- 1985. 19è de la classificació general
- 1986. 8è de la classificació general
- 1988. 8è de la classificació general
- 1989. 16è de la classificació general
- 1990. Abandona (8a etapa)

### Resultats al Giro d'Itàlia
- 1982. 30è de la classificació general
- 1983. 18è de la classificació general